# Campionati europei di triathlon long distance del 1993
I Campionati europei di triathlon long distance del 1993 (VI edizione) si sono tenuti a Embrun in Francia.
Tra gli uomini ha vinto il francese Philippe Lie, mentre la gara femminile è andata alla connazionale Anne-Marie Rouchon.

## Risultati

### Élite uomini
| Pos. | Nome         | Paese       | Totale   |
| ---- | ------------ | ----------- | -------- |
|      | Philippe Lie | Francia     | 10:08:01 |
|      | Rob Barel    | Paesi Bassi | 10:08:35 |
|      | Mark Koks    | Paesi Bassi | 10:10:12 |

### Élite donne
| Pos. | Nome               | Paese       | Totale   |
| ---- | ------------------ | ----------- | -------- |
|      | Anne-Marie Rouchon | Francia     | 11:37:51 |
|      | Elisabeth Poncelet | Francia     | 12:03:16 |
|      | Katinka Wiltenburg | Paesi Bassi | 12:13:55 |